# Oya Tsubasa
Tsubasa Oya (大屋 翼 Ōya Tsubasa, sinh ngày 13 tháng 8 năm 1986 ở Gōtsu, Shimane) là một cầu thủ bóng đá người Nhật Bản hiện tại thi đấu cho Omiya Ardija.

## Thống kê sự nghiệp câu lạc bộ
Cập nhật đến ngày 23 tháng 2 năm 2016.
| Thành tích câu lạc bộ | Thành tích câu lạc bộ | Thành tích câu lạc bộ | Giải vô địch | Giải vô địch | Cúp                   | Cúp                   | Cúp Liên đoàn | Cúp Liên đoàn | Tổng cộng | Tổng cộng |
| Mùa giải              | Câu lạc bộ            | Giải vô địch          | Số trận      | Bàn thắng    | Số trận               | Bàn thắng             | Số trận       | Bàn thắng     | Số trận   | Bàn thắng |
| Nhật Bản              | Nhật Bản              | Nhật Bản              | Giải vô địch | Giải vô địch | Cúp Hoàng đế Nhật Bản | Cúp Hoàng đế Nhật Bản | Cúp Liên đoàn | Cúp Liên đoàn | Tổng cộng | Tổng cộng |
| --------------------- | --------------------- | --------------------- | ------------ | ------------ | --------------------- | --------------------- | ------------- | ------------- | --------- | --------- |
| 2009                  | Vissel Kobe           | J1 League             | 3            | 0            | 2                     | 0                     | 0             | 0             | 5         | 0         |
| 2010                  | Vissel Kobe           | J1 League             | 0            | 0            | 0                     | 0                     | 0             | 0             | 0         | 0         |
| 2011                  | Vissel Kobe           | J1 League             | 2            | 0            | 2                     | 0                     | 0             | 0             | 4         | 0         |
| 2012                  | Vissel Kobe           | J1 League             | 11           | 1            | 4                     | 0                     | 0             | 0             | 15        | 1         |
| 2012                  | Fagiano Okayama       | J2 League             | 2            | 0            | 1                     | 0                     | -             | -             | 3         | 0         |
| 2013                  | Vissel Kobe           | J2 League             | 20           | 0            | 0                     | 0                     | -             | -             | 20        | 0         |
| 2014                  | Vissel Kobe           | J1 League             | 12           | 0            | 1                     | 0                     | 5             | 1             | 18        | 1         |
| 2015                  | Omiya Ardija          | J2 League             | 18           | 0            | 2                     | 0                     | -             | -             | 20        | 0         |
| Tổng cộng sự nghiệp   | Tổng cộng sự nghiệp   | Tổng cộng sự nghiệp   | 68           | 1            | 12                    | 0                     | 5             | 1             | 85        | 2         |